# Утвенко, Александр Иванович
Александр Иванович Утвенко (29 ноября (12 декабря) 1905 года, с. Дывин, Киевская губерния, ныне Коростышевский район, Житомирская область — 20 августа 1963 года, Москва) — советский военный деятель, генерал-лейтенант (17 января 1944 года).

## Начальная биография
Александр Иванович Утвенко родился 29 ноября (12 декабря) 1905 года в селе Дывин Радомысльского уезда Киевской губернии, ныне Коростышевского района Житомирской области.

## Военная служба

### Гражданская война
С 1921 по 1922 годы работал оперативным сотрудником по борьбе с бандитизмом ОГПУ в городе Радомысль Киевской губернии, однако по состоянию здоровья уволился и убыл на родину в село Дывин.

### Межвоенное время
2 октября 1924 года Утвенко по командировке комсомола был призван в ряды РККА и направлен на учёбу в Харьковскую школу червонных старшин им. ВУЦИК, после окончания которой в октябре 1927 года был направлен в 136-й стрелковый полк (46-я стрелковая дивизия, Уральский военный округ), где служил на должностях командира пулемётного взвода, взвода полковой школы, командира и политрука пулемётной роты, командира и политрука учебного батальона, командира стрелкового батальона.
В августе 1938 года Утвенко был уволен в запас по ст. 43, п. «а», однако в декабре того же года восстановлен в кадрах РККА, после чего назначен на должность помощника командира по строевой части 56-го стрелкового полка (19-я стрелковая дивизия, Орловский военный округ), а в июле 1939 года — на должность командира 315-го стрелкового полка этой же дивизии.

### Великая Отечественная война

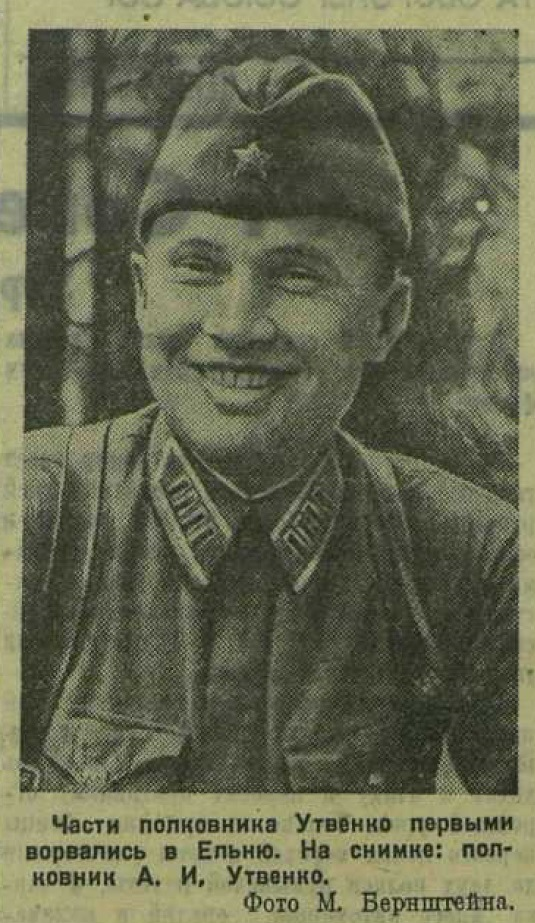
Полковник А. И. Утвенко. Его части первыми ворвались в Ельню, 10 сентября 1941 г.

С началом войны находился на прежней должности.
В июле 1941 года был назначен на должность командира 19-й стрелковой дивизии, которая принимала участие в боевых действиях в ходе Смоленского сражения и Ельнинской наступательной операции. За умелые действия под городом Ельня майору Александру Ивановичу Утвенко было досрочно присвоено воинское звание полковник. В первой половине октября в ходе Вяземской операции дивизия под командованием Утвенко во время тяжёлых оборонительных боевых действий западнее Вязьмы в районе города Дорогобуж в течение шести суток находилась в окружении, а затем с боями пробилась к своим войскам в полосе 5-й армии в районе Можайска. 9 ноября дивизия вошла в состав 43-й армии, после чего принимала участие в ходе боевых действий во время контрнаступления под Москвой на наро-фоминском направлении. 17 декабря Утвенко был тяжело ранен в бою, после чего находился на излечении в госпитале Ташкента.
После выздоровления с конца марта состоял в распоряжении Главного управления кадров НКО с прикомандированием к стрелково-тактическим курсам «Выстрел».
10 мая 1942 года был назначен на должность командира 274-й стрелковой дивизии, которая была сформирована на базе 30-й отдельной стрелковой бригады в Высоковске (Московская зона обороны, Московская область). По сформировании дивизии 11 июля сдал её полковнику П. В. Мельникову, после чего Утвенко 15 августа назначен на должность командира 33-й гвардейской стрелковой дивизии, которая 3 сентября заняла оборону в 12 километрах западнее Сталинграда, после чего вела тяжёлые оборонительные боевые действия. 22 сентября дивизия была выведена на переформирование в Приволжский военный округ.
15 декабря дивизия была включена в состав 1-го гвардейского стрелкового корпуса и после марша на рубеже р. Мышкова принимала участие в оборонительных боевых действиях от удара противника с целью деблокирования окружённой группировки. Вскоре во время наступления на ростовском направлении в феврале 1943 года дивизия принимала участие в освобождении Новочеркасска. За умелую организацию боевых действий Утвенко был награждён орденом Суворова 2 степени.

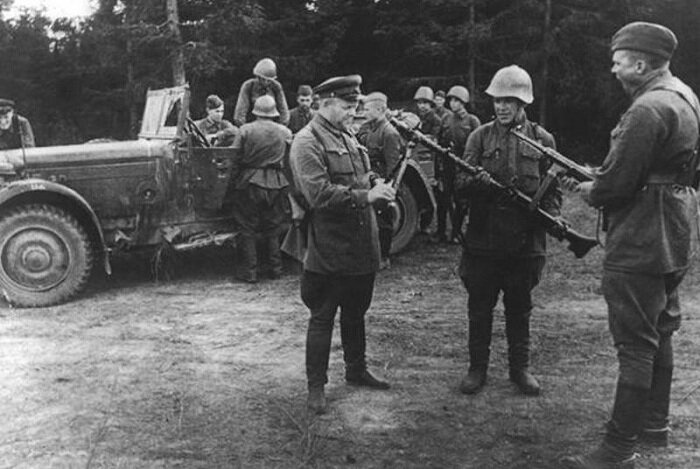
Бойцы и командиры части полковника А. Утвенко рассматривают трофеи, захваченные у фашистов под городом Ельней, 10 сентября 1941 г.

17 апреля был назначен на должность командира 31-го гвардейского стрелкового корпуса, который принимал участие в боевых действиях в ходе Донбасской наступательной операции, а также в освобождении городов Снежное, Орджоникидзе, Гуляйполе и Орехов. За успешные действия в освобождении Донбасса 17 января 1944 года Утвенко было присвоено воинское звание «генерал-лейтенант».
С февраля 1944 года находился на лечении и после выздоровления в мае того же года был направлен на учёбу на ускоренный курс при Высшей военной академии имени К. Е. Ворошилова, после окончания которого в марте 1945 года был назначен на должность командира 38-го гвардейского стрелкового корпуса, который принимал участие в боевых действиях в ходе Венской и Пражской наступательных операций, а также в освобождении городов Папа, Вена, Санкт-Пёльтен и Зноймо. За успешное руководство боевыми действиями генерал-лейтенант Утвенко был награждён орденом Богдана Хмельницкого 2 степени.

### Послевоенная карьера
После окончания войны находился на прежней должности. Корпус дислоцировался сначала в Центральной группе войск, а с февраля 1946 года — в Московском военном округе. В июле того же года корпус был преобразован в 38-й гвардейский воздушно-десантный.
10 мая 1947 года был направлен на учёбу на высшие академические курсы при Высшей военной академии имени К. Е. Ворошилова, которые окончил 19 мая 1948 года, после чего был назначен на должность командира 65-го стрелкового Ковенского Краснознаменного корпуса (Приморский военный округ).
С июня 1951 года состоял в распоряжении Главного управления кадров Советской армии и в августе того же года был назначен на должность начальника курса Военной академии имени М. В. Фрунзе, а в мае 1952 года — на должность начальника факультета этой же академии.
Генерал-лейтенант Александр Иванович Утвенко 29 мая 1954 года был уволен в запас.
Умер 20 августа 1963 года в Москве. Похоронен на Головинском кладбище.

## Награды
- Орден Ленина;
- Три ордена Красного Знамени;
- Орден Суворова 2 степени;
- Орден Кутузова 2 степени;
- Орден Богдана Хмельницкого 2 степени;
- Орден Красной Звезды;
- Медали.

## Память
.